# Chiesa della Colorina
La Chiesa della Beata Vergine Immacolata, meglio conosciuta come Chiesa della Colorina, è un Santuario Abbazia situato a Nerviano, nella città metropolitana di Milano.

## Storia
Il primo nucleo, di dimensioni più ridotte rispetto all'attuale, risale al 1398 ed era costituito da una chiesa dedicata alla Beata Vergine Maria. La prima chiesa di santa Maria della Colorina, probabilmente distrutta con la costruzione della nuova, appare citata per la prima volta in un codice della fine del XIV secolo (Notitia Cleri Mediolanensis de anno 1398 circa ipsius cimmunitatem), come "Cappelle S.Marie Collorinne territorii de Nerviano" con una piccola rendita annuale, il che fa supporre, già da allora, la dotazione di terre a suo favore ed il patronato di qualche nobile famiglia.
Nell'ottobre 1459 era sotto il patronato dei Crivelli, come risulta dall'atto cui partecipa il Conte Ugolino, lo stesso che qualche anno dopo istituì la fondazione del monastero di Santa Maria degli Olivetani. La famiglia Crivelli eresse poi, nell'agosto del 1478, il “beneficio della Colorina” con donazione di altre terre e con il diritto alla nomina dei cappellani.
La chiesa venne ancora citata nel “Liber Seminarii Mediolanensis” del 1564, un documento redatto in occasione della creazione dei seminari diocesani, ordinata dal Concilio tridentino con un decreto che imponeva una tassa su tutte le rendite beneficiarie dipendenti dalle autorità ecclesiastiche (la chiesa era citata come "Cappella de S. Maria Colourina – de d.no Bernardino Prandono – L. 5"). Venne ancora menzionata nelle visite pastorali, da san Carlo Borromeo (1570) fino all'ultima citazione per la visita del canonico Francesco Cenanel 1659, epoca dopo la quale venne dissacrata e distrutta.
In quest'epoca si diede inizio alla costruzione dell'attuale chiesa. La spesa venne sostenuta da Camillo Castelli, che all'epoca aveva preso possesso del feudo di Parabiago, acquisendo il titolo di marchese. I Castelli erano ormai subentrati ai Crivelli nel patronato della Colorina. La lapide commemorativa con iscrizione latina, posta nella chiesa stessa, riporta la data d'inizio della costruzione (1656) e il termine (1666). La posa della prima pietra avvenne esattamente il 17 maggio 1656, per opera di Camillo Castelli, con processione del popolo e benedizione impartita dalprevosto Agostino Terzaghi.
Quattro anni dopo, nel 1660, la chiesa era praticamente finita; sorgeva “poco discosta dalla chiesa vecchia” e venne chiesta “licenza” alla Curia di trasportare processionalmente la statua della Beata Vergine dalla chiesa vecchia alla nuova nella giornata di domenica 29 novembre 1660. I lavori di finitura e la costruzione della facciata si protrassero fino al 1666, anno della definitiva ultimazione.
L'etimologia del nome "Colorina" ha avuto diverse interpretazioni: secondo alcuni deriverebbe da "colera": qui infatti pregavano gli ammalati durante le epidemie. Lo testimoniano ancora oggi le due botole poste ai piedi dell'altare e che portano a un canale sotterraneo, ormai prosciugato, che attraversava la chiesa: gli ammalati vi venivano immersi per ottenere, con la preghiera, guarigione e sollievo.
È stato prodotto un breve video a cura dell'ass. Teses, che mostra il canale sotterraneo.

## Descrizione
La facciata, divisa da paraste, si conclude con un timpano. In alto troviamo le statue dei santi Pietro (con le chiavi del regno dei cieli) e Paolo (con la spada). Sotto due affreschi attualmente non leggibili e per i quali è previsto un restauro.
L'interno ad aula unica, è diviso in tre campate e coperto con volta a botte, con decorazioni settecenteschi. Sul fondo un'abside quadrangolare più stretta e più bassa della navata.
Vi si trova inoltre un piccolo organo fabbricato dalla rinomata famiglia di organari, dei Prestinari di Corbetta e risalente intorno al 1795. Anche l'organo necessita tuttavia di un restauro funzionale.
Sull'altare è posta in una nicchia l'effigie lignea della Beata Vergine Maria Assunta in cielo. La statua, dipinta innumerevoli volte, è di difficile datazione.

## Il culto
La festa della Colorina si commemora l'8 dicembre, solennità dell'Immacolata Concezione. A questa data è preceduta la tradizionale novena di preghiera.
Una particolare tradizione, vuole la Madonna, venerata nel Santuario della Colorina, come protettrice dei fidanzati. Infatti da secoli, le giovani coppie venendo a piedi dalle località circostanti, si affidavano alla Vergine Maria affinché vegliasse sulla vocazione e sul destino della famiglia nascente.
Oggi come in passato, molti giovani chiedono di celebrare le proprie nozze dinanzi a questa effigie.
I restauri e la manutenzione dell'edificio vengono effettuati per mezzo delle offerte dei devoti.